# الدیا دل ری
الدیا دل ری (به اسپانیایی: Aldea del Rey) یک شهرستان در اسپانیا است که در استان سیوداد رئال واقع شده‌است.

## خصوصیات
الدیا دل ری ۱۵۴٫۳۱ کیلومترمربع مساحت و ۲٬۰۱۷ نفر جمعیت دارد و ۶۶۳ متر بالاتر از سطح دریا واقع شده‌است.